# Miejsce (przystanek kolejowy)
Miejsce – nieczynny przystanek kolejowy w Miejscu, w województwie małopolskim, w Polsce. Znajduje się tu 1 peron.